# Língua guaraio
O guaraio, guaráyo ou guarayú é uma língua tupi-guarani do subgrupo II. É falada pelos guaraios da Bolívia.